# Ахроматический объектив

Схема ахроматического объектива: 1 — крон, 2 — флинт, 3 — зелёный луч, 4 — точка сведения синего и красного лучей

Ахромати́ческий объекти́в, ахрома́т — объектив, в котором исправлена хроматическая аберрация для лучей света двух различных длин волн и частично — сферическая аберрация. Оптические системы с коррекцией по трём и более цветам (длинам волн) называются апохроматами. С более полной геометрической коррекцией — апланаты.
В простейшем случае представляет собой дублет, склеенный из двух линз, одна из которых положительная, а другая — отрицательная. В таких случаях используют линзы, изготовленные из оптических стёкол с различной дисперсией. Для склеивания линз применяют оптический клей (например, канадский бальзам, пихтовый бальзам или бальзамин). Склеивание линз само по себе никак не влияет на ахроматические свойства, однако позволяет уменьшить отражение света от поверхностей линз, снизить требования к точности изготовления склеиваемых поверхностей и облегчить последующий монтаж. Линзы относительно больших размеров (с диаметром более 10 см), как правило, не склеивают, так как из-за различия температурных коэффициентов расширения положительной и отрицательной линз, при увеличении их размеров возрастает вероятность нарушения целостности склейки, происходящего при изменении температуры окружающей среды.

## Появление ахроматических объективов
Исправить хроматическую аберрацию пытался ещё Исаак Ньютон, установивший причину размытия изображений в оптических системах того времени. Однако в результате ошибки при проведении опытов, в частности, из-за использования свинцового сахара (ацетата свинца):25, Ньютон пришёл к выводу о невозможности удаления этого нежелательного эффекта в системе линз. Мнение Ньютона было авторитетным, и долгое время его не пытались оспорить. Лишь в 1733 году Честер Холл предложил способ исправления хроматической аберрации с помощью стекла двух типов. Большие работы по созданию ахроматических объективов начались после того, как мысль о возможности исправления хроматической аберрации высказал Леонард Эйлер в 1747 году. Одними из первых множество ахроматических конструкций для телескопов изготовили Джон Доллонд и Петер Доллонд в 1758—1761 гг.

## Особенности конструкции
Линзы ахромата выполняются из неодинаковых по дисперсии света сортов оптического стекла. Положительная изготавливается из стекла с бо́льшим (как правило, крона), а отрицательная — из стекла с меньшим коэффициентом средней дисперсии (как правило, флинта). В истории были эксперименты и с более тяжёлыми стёклами, содержащими до 30 % массы тория. Такие линзы производились с 1940 по 1970-е.
При этом нет принципиальной разницы, в каком порядке будут стоять линзы — возможны комбинации, когда рассеивающая (флинтовая) стоит «впереди» собирающей (кроновой). Такой вариант был предложен Томасом Груббом в 1857 г. Возможны и трёхлинзовые комбинации. Например, ахромат Питера Доллонда, где отрицательная флинтовая линза заключена между двумя положительными кроновыми.
В общем случае линзы подбираются так, что для каких-либо двух длин волн видимого света полностью, а для остальных значительно устранён хроматизм положения.
Для общего случая, условием ахроматизации двухлинзового объектива (или компонента) будет равенство отношений оптических сил и коэффициентов дисперсии отдельных линз:
{\displaystyle {\frac {\Phi '}{\Phi ''}}={\frac {\nu _{\lambda }'}{\nu _{\lambda }''}}},
где
- {\displaystyle \Phi } — оптическая сила в диоптриях,
- {\displaystyle \nu _{\lambda }} — коэффициент дисперсии (число Аббе).

Выбор длин волн, подлежащих ахроматизации, определяется назначением объектива. Так, для систем визуального наблюдения «соединяют» красный C (λ=656,3 нм) и голубой F (λ=486,1 нм) лучи. Это так называемая «визуальная» коррекция.
«Фотовизуальную» же коррекцию применяют в объективах для фотографирования с визуальной фокусировкой («старые» фото- и некоторые астрономические объективы), «соединяя» жёлтый D (λ= 589,3 нм) и синий G' (λ=434,1 нм) лучи.
Современные фотообъективы, как правило, ахроматизируют от синей (G') до красной (C) области спектра.
Исправление других аберраций также обусловлено применением ахромата. Так, для оптических систем, не требующих больших полей зрения (объективов зрительных труб, телескопов-рефракторов, биноклей, оптических прицелов и т. п.), как правило, исправляются сферическая аберрация и кома.

### «Новые» («аномальные») ахроматы
Примерно к 70-м годам XIX в., благодаря работам Эрнста Аббе и Отто Шотта, появились оптические стёкла кронового типа с высоким показателем преломления.
Это привело к созданию так называемых «новых» (или «аномальных») ахроматов. В таком «новом» («аномальном») ахромате показатель преломления кронового стекла выше, чем флинтового. В то время, как у «старого» (или «нормального») — наоборот, выше показатель преломления флинта, чем крона. Это позволило уменьшить крутизну радиусов поверхностей «новых» ахроматов по сравнению со «старыми» (при одинаковой оптической силе), что, в свою очередь, значительно облегчило коррекцию сферической аберрации.
К тому же у аномальных ахроматов меньшие значения имеет сумма Петцваля, характеризующая кривизну поля изображения.
Такая особенность «новых ахроматов» оказалось столь полезна для расчёта оптических систем широких полей зрения (например, фотообъективов), что практически определила область их применения (только для коррекции астигматизма и/или кривизны поля изображения).
Вследствие чего большинство «новых ахроматов» полностью утратили ахроматические свойства, хотя и продолжают именоваться «ахроматами» (в частности, в англоязычной специальной литературе).
Например, таким «ахроматом», не имеющим ахроматических свойств, является задняя линза объективов Тессар.

## «Ландшафтный» («пейзажный») объектив

Схема «ландшафтного» объектива Шевалье.

В 1839 г. ахроматический мениск был предложен французским оптиком Шарлем Шевалье в качестве фотографического объектива.
Имея такую же компоновку, как и монокль Волластона, этот объектив обладал достаточно исправленным астигматизмом и сравнительно плоским полем изображения. Однако, невысокая светосила (F : 15), учитывая низкую светочувствительность фотоматериалов того времени, ограничивала область применения такого объектива исключительно пейзажными съёмками. Этим и обусловлено такое его название, как «ландшафтный объектив» (lentille à paysage).